# Баснин, Пётр Павлович
Пётр Павлович Баснин (1852—1904) — русский журналист.

## Биография
Родился в 1852 году в Иркутске в семье Павла Петровича Баснина. Происходил из сибирского купеческого рода Басниных; его дед — П. Т. Баснин.
Образование получил в Технологическом и Горном институтах; в качестве инженера заведовал приисками на Урале и в Сибири. После падения в шахту оставил службу инженером и занялся журнально-газетной деятельностью.
Издавал в Екатеринбурге газету «Рудокоп». После переезда в Санкт-Петербург был секретарём газеты «Россия», помещал в ней статьи по техническим вопросам, рецензии, рассказы и т. п. Поместил также ряд статей в «Санкт-Петербургских ведомостях», «Петербургском листке», «Новостях», «Историческом вестнике» и др. журналах.
Умер после продолжительной и тяжёлой болезни от паралича сердца 7 (20) февраля 1904 года.